# Globotruncaninae
'Globotruncaninae es una subfamilia de foraminíferos planctónicos de la familia Globotruncanidae, de la superfamilia Globotruncanoidea, del suborden Globigerinina y del orden Globigerinida. Su rango cronoestratigráfico abarca desde el Santoniense hasta el Maastrichtiense (Cretácico superior).

## Discusión
Clasificaciones posteriores han incluido Globotruncaninae en la superfamilia Globigerinoidea.

## Clasificación
Globotruncaninae incluye al siguiente género:
- Contusotruncana †
- Dicarinella †, también incluido en la familia Globotruncanellidae
- Gansserina †, también incluido en la familia Rugoglobigerinidae o en la subfamilia Reissinae
- Globotruncana †
- Globotruncanita †, también incluido en la Subfamilia Reissinae
- Kassabiana †, también incluido en la subfamilia Reissinae
- Marginotruncana †
- Radotruncana †, también incluido en la subfamilia Reissinae
- Rugotruncana †, también incluido en la familia Rugoglobigerinidae
- Sigalitruncana †, también incluido en la subfamilia Reissinae

Otros géneros considerados en Globotruncaninae son:
- Archaeoglobitruncana †, de estatus incierto
- Caronita †, considerado sinónimo posterior de Sigalitruncana
- Carpathoglobotruncana †, considerado sinónimo posterior de Sigalitruncana
- Clivotruncana †
- Coronotruncana †
- Obliquacarinata †
- Pessagniella †, considerado sinónimo posterior de Marginotruncana
- Pessagnoites †
- Petalotruncana †
- Planotruncana †, aceptado como Rosalinella
- Praerotalipora †, considerado sinónimo posterior de Globotruncana
- Radonita †, aceptado como Radotruncana
- Rosalinella †, aceptado como Globotruncana
- Rosalinotruncana †, aceptado como Globotruncana y/o Rosalinella
- Rosita †, aceptado como Contusotruncana
- Rotundina †, considerado subgénero de Globotruncana, Globotruncana (Rotundina)
- Rugosocarinata †
- Sphaerotruncana †
- Truncomarginata †, aceptado como Globotruncana
- Umbotruncana †
- Ventrotruncana †